# Roscoe C. McCulloch

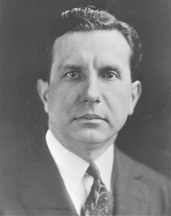
Roscoe C. McCulloch

Roscoe Conkling McCulloch (* 27. November 1880 bei Millersburg, Ohio; † 17. März 1958 in West Palm Beach, Florida) war ein US-amerikanischer Politiker (Republikanische Partei), der den Bundesstaat Ohio in beiden Kammern des US-Kongresses vertrat.
Roscoe McCulloch besuchte zunächst die öffentlichen Schulen seiner Heimat. Danach setzte er seine Ausbildung an der University of Wooster sowie den juristischen Fakultäten (Law Schools) der Ohio State University und der Case Western Reserve University fort. Er wurde 1903 in die Anwaltskammer aufgenommen und begann in Canton zu praktizieren. Von 1905 bis 1907 amtierte er als stellvertretender Staatsanwalt im Stark County.
1912 bewarb sich McCulloch erstmals um ein Mandat, verlor jedoch die Wahl zum Repräsentantenhaus der Vereinigten Staaten. Zwei Jahre später versuchte er es erneut und war diesmal erfolgreich, woraufhin er am 4. März 1915 in den Kongress einzog. Nach mehrmaliger Wiederwahl blieb er bis zum 3. März 1921 Parlamentsabgeordneter; im Jahr 1920 kandidierte er nicht mehr. Stattdessen strebte er die Wahl zum Gouverneur von Ohio an, doch die republikanische Nominierung ging an A. Victor Donahey, der dann dem Demokraten Harry L. Davis unterlag.
Von 1922 bis 1925 stand McCulloch als Special Assistant Attorney General in den Diensten des US-Justizministeriums. Nach dem Tod von US-Senator Theodore E. Burton am 28. Oktober 1929 wurde er von Ohios Gouverneur Myers Cooper zu dessen Nachfolger im Kongress ernannt. Er nahm sein Mandat ab dem 5. November 1929 wahr und bewarb sich auch um die Wiederwahl; jedoch unterlag er dabei dem Demokraten Robert J. Bulkley, der mit 54,8 Prozent der Stimmen eine sichere Mehrheit erzielte und McCulloch am 30. November 1930 im Senat ablöste.
In der Folge arbeitete McCulloch als Anwalt in Ohios Hauptstadt Columbus. Er starb 1958 in Florida.